# Charles Pérez
Pour les articles homonymes, voir Pérez.
Charles Pérez est un zoologiste français né le 19 mai 1873 à Bordeaux et mort le 22 septembre 1952 à Paris.

## Biographie
Son père est le zoologiste Jean Pérez (1833-1914), professeur à la faculté des sciences de Bordeaux, son oncle par alliance est aussi zoologiste, Paul Pelseneer (1863-1945), membre de l’Académie de Bruxelles.
Il étudie à Bordeaux et à Paris, et obtient son baccalauréat de lettres (1890) et de sciences (1891). Il est reçu à l’École polytechnique et à l’École normale supérieure, il entre dans cette dernière en 1895. Il y est préparateur de 1898 à 1902 et obtient l'agrégation de sciences naturelles en 1898. Après une mission dans l’océan Indien (1900-1901), il reçoit son doctorat de sciences (1902) avec une thèse intitulée Contribution à l'étude des métamorphoses.
Il est chargé de cours à Bordeaux (1902), puis professeur de zoologie et de physiologie animale (1904) et membre du conseil de l’université (1907). En 1909, il devient maître de conférences à la faculté des sciences de Paris, puis professeur adjoint (1912), professeur sans chaire (1921), professeur de zoologie (1922), avant de prendre sa retraite en 1945. Pérez dirige en outre la station zoologique d’Arcachon (1908), de Wimereux (1919) et de Roscoff (1921).
Pérez est membre de diverses sociétés savantes dont la Société zoologique de France, la Société de biologie, etc.
Il étudie notamment divers sujets de biologie marine : parasites des crabes, anatomie du poisson torpille, embryogenèse, les pagures, etc. Il s’intéresse aussi à l’entomologie et supervise une édition de l’Histoire des fourmis de René-Antoine Ferchault de Réaumur (1683-1757)

## Source
- Christophe Charle et Eva Telkes (1989). Les Professeurs de la Faculté des sciences de Paris. Dictionnaire biographique (1901-1939), Institut national de recherche pédagogique (Paris) et CNRS Éditions, collection Histoire biographique de l’Enseignement : 270 p.  (ISBN 2-222-04336-0)